# Acestrorhynchus lacustris
O Acestrorhynchus lacustris, popularmente chamado de Peixe-cachorro, Cachorrinho ou Dourado-cachorro, é uma espécie de peixe que habita a bacia do rio São Francisco e do Alto Paraná. Foi originalmente classificada por Christian Frederik Lütken como sendo do gênero Xiphorhamphus, e nome X. lacustris (Lütken, 1875), nomenclatura sem validade. Também recebe os nomes de Peixe-cadela, Bicudo, Ueua e Dentuço, ocorrendo no Brasil e Argentina, com registros questionados no Peru.

## Nomenclatura, habitat e comportamento
Os nomes populares são aplicados a todos peixes do gênero Acestrorhynchus e derivam das morfologia da cabeça (alongada e com dentes cônicos). São considerados oportunistas, preferindo ambientes de águas mais lentas, especialmente as margens dos rios ou lagoas próximas, sendo considerada uma espécie importante ecologicamente no controle das espécies forrageiras, sem preferência por presas de alguma espécie. Embora seu tamanho não exceda os 40 cm, tem importância na alimentação das populações ribeirinhas. O comprimento médio é de 20 cm, e possui pequenas diferenças entre machos e fêmeas.
Tem hábitos sedentários de migrações curtas, realizando a postura nos ambientes onde vive, com ovos adesivos e baixa fecundidade.

## Características
Tem corpo fusoide, face cônica e terminando na boca alongada com os dentes também cônicos. A nadadeira caudal é bifurcada; a do dorso possui entre dez e onze raios, a do ventre oito e a anal tem de vinte e cinco a trinta e um raios. Bastante semelhante à A. britskii, pode ser diferenciada desta pela mancha umeral que lhe é conspícua.